# 经验学习曲线
经验学习曲线又稱經驗曲線或改善曲線，是一種表示生產的單位時間與連續生產單位之間的的關係曲線。
学习曲线效应及与其密切相关的经验曲线效应表示了经验与效率之间的关系。当个体或组织在一项任务中习得更多的经验，他们会变得效率更高。这两个概念出自英语谚语：“实践出真知”。

## 学习曲线效应
学习曲线效应是说：越是经常地执行一项任务，每次所需的时间就越少。这个关系最初在1936年在美国怀特·帕特森空军基地被量化：每當飛機生產數目加倍，所需的劳动时间就減少10－15%。 随后在其它行业的经验研究得出了不同值：从百分之几到百分之三十。但在大多数情况下这是一个常量值：它不随行为规模的变化而变化。

## 经验曲线效应
经验曲线效应的内容比只研究劳动时间的学习曲线效应更广泛。它是说一项任务越是经常执行，做它的代价越小。任务可以是任何的产品或服务。数量每翻一番，代价值（包括行政管理、营销、分配、制造）下降一个常量百分比。这个更广泛的效应是六十年代末由布鲁斯·亨得森在波士頓顧問集團（BCG）首次提出的。BCG在七十年代的研究观察了不同行业的经验曲线效应发现这个值在百分之十到二十五之间。
这些效应经常用图形表示。曲线在横轴上表示积累值，在纵轴上表示产出的代价。
产出每翻一番代价下降15%的曲线被称作“85%经验曲线”，表示单位代价下降到最初水平的85%。
数学上这两条曲线被称作指数律曲线。（对应的数学公式也可以称作指数下降。

## 經驗曲線
當生產的累積數量增加後，相對應的平均成本下降。一般而言，形成經驗曲線的原因有三項，分別是：
- 學習效果：由於重複工作所帶來的學習效果。
- 科技進步：從事一項工作一段時間後，較容易進行生產製程改善。
- 產品改善：生產產品一段時間後可以清楚了解顧客偏好，經過設計改善，可以在不影響功能下，使零件減少。

### 經驗曲線定價法
以廠商在產業內經營經驗的多寡，做為定價的主要依據，因為企業生產和行銷經驗累積的結果，商品的單位成本會隨著銷售量的增加而遞減。因此，如果將價格定的比較低的話，而且有相當多的消費者對價格敏感，則會刺激需求，進而降低商品的平均成本。

## 效应的根源
例子
美國太空總署计算了下列经验曲线：
- 航天 85%
- 造船 80-85%
- 用于新模型的复杂数学工具 75-85%
- 重复性的电子制造 90-95%
- 重复性的机床或冲床操作 90-95%
- 重复性的电气操作 75-85%
- 重复性的焊接操作 90%
- 原材料 93-96%
- 采购零件 85-88%

经验曲线与学习曲线适用于大多数的场合有很多原因。包括：
- 劳动效率 - 工人身体上变得更为灵巧，心智上变得更为自信、用更少的时间去犹豫、学习、实验、或者犯错误。随着时间的流逝掌握了捷径与改进。这些也适用于雇主与经理， 虽然这些人并不直接涉及制造。
- 标准化，专业化，与方法的改进 - 因为过程、零件、产品变得更为标准化，所以效率不断提高。 当雇员被专门化到特定某些任务，他们获得了针对这些任务的更多经验并且操作得更快。
- 技术驱动学习 - 自动化的生产技术与信息技术能够提高效率并且人们可以更有效地学会如何使用。
- 资源配合比的改变 - 当一家公司获得了经验，它将改变输入的配合比因而提高了效率。
- 重新设计产品 - 当消费者对产品有了更多的经验，他们将提出可改进之处。这将渗透到制造过程。 一个好例子是卡迪拉克的不同汽车喇叭专门配件的测试。测试中没有损坏的配件在通用汽车其它产品中被批生产；而没有通过用户“打击”测试的配件被淘汰，节约了汽车公司的资金。随着通用汽车公司造出更多的汽车，他们学会了如何用最少的钱造出最好的产品。
- 价值链效应 - 经验曲线效应不限于公司。供应商与发行商也遵从学习曲线，使整个价值链更为有效。
- 共享经验效应 - 当两个或更多的产品共享行动或者资源，这也会增强经验曲线效应。任何从一个产品上学到的效率提高也可用于其它产品。

## 经验曲线不连续性
经验曲线效应也可能偶尔有一个突然的停止。从图上看，曲线被突然截断了。 已存在的过程可能变得过时而公司必须跟随竞争对手升级。升级意味着老的经验曲线将被新曲线代替。这发生在下列时候：
- 竞争者引入了新的产品或制造过程使得你必须对此做出响应
- 技术上的变化要求你或你的供应商改变生产过程
- 经验曲线策略必须重新计算因为
  - 它们导致了价格战
  - 它们没有生产出市场所需的营销组合（产品组合等）

## 书籍与文章
- T. P. Wright, (1936) Learning Curve, Journal of the Aeronautical Science, Feb 1936
- W. Hirschmann, (1964) Profit from the Learning Curve, Harvard Business Review, Jan-Feb 1964
- Boston Consulting Group, (1972) Perspectives on Experience, Boston, Mass.
- W. Abernathy and K. Wayne, (1974) Limits to the Learning Curve, Harvard Business Review, Sept-Oct 1974
- W. Kiechel III, (1981) The Decline of the Experience Curve, Fortune, October 5 1981
- G. Day and D. Montgomery, (1983) Diagnosing the Experience Curve, Journal of Marketing, vol 47,  spring 1983
- P. Ghemawat, (1985) Building Strategy on the Experience Curve, Harvard Business Review, vol 42,  March-April 1985.
- P. F. Ostwald, (1992) Engineering Cost Estimating, 3/E, Prentice Hall, ISBN 0-13-276627-2
- G. Davies, (2004) Economia: New Economic Systems to Empower People and Support the Living World, ABC Books, ISBN 0-7333-1298-5.